# Catocala cara
Catocala cara är en fjärilsart som beskrevs av Achille Guenée 1852. Catocala cara ingår i släktet Catocala och familjen nattflyn. Inga underarter finns listade i Catalogue of Life.

## Bildgalleri

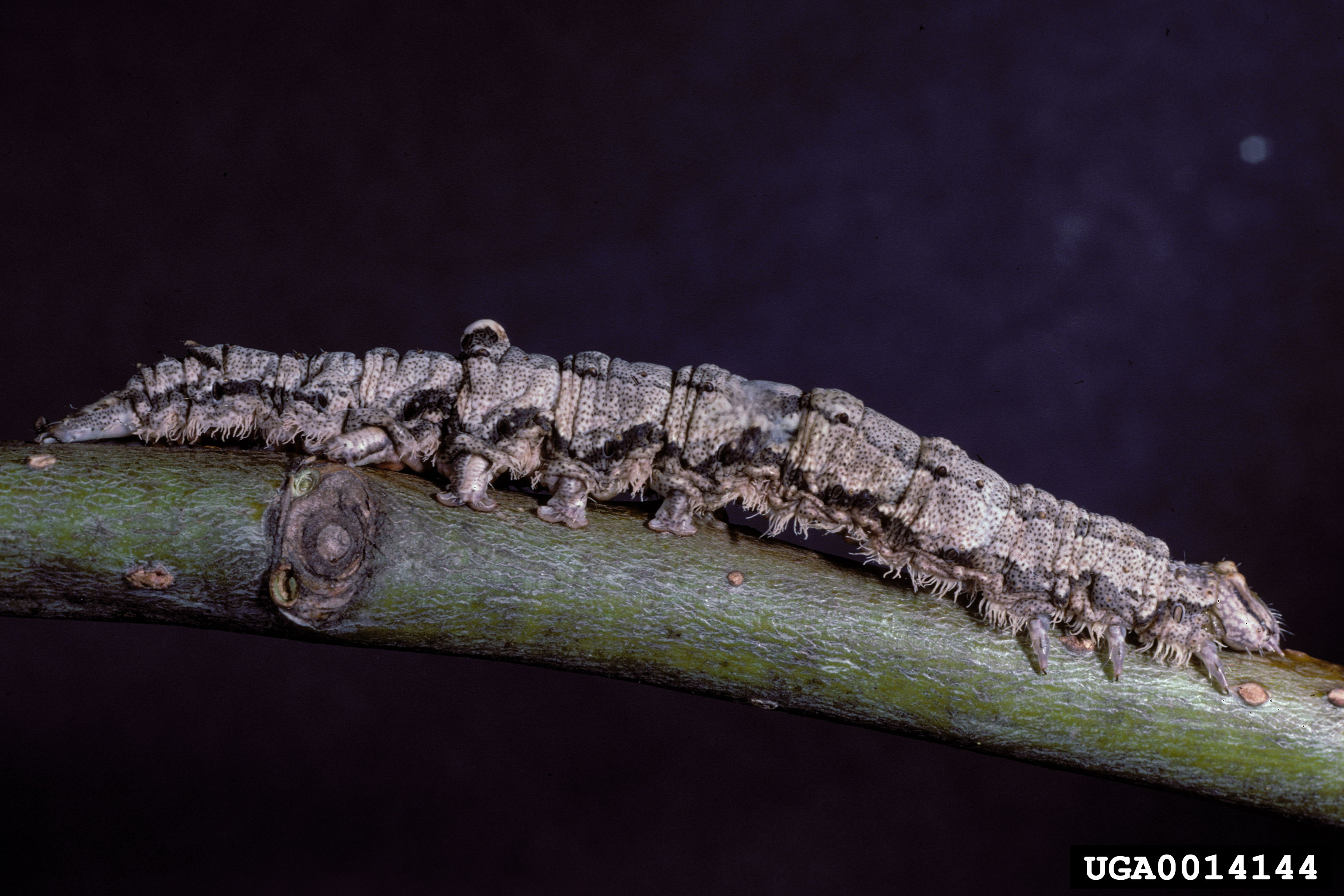
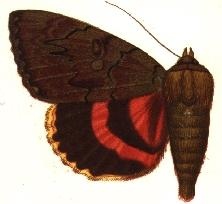